# Amathusia natuna
Amathusia natuna är en fjärilsart som beskrevs av Hans Fruhstorfer 1904. Amathusia natuna ingår i släktet Amathusia och familjen praktfjärilar. Inga underarter finns listade i Catalogue of Life.